# Benjamín Noval
Benjamín Noval González (Mieres, 23 gennaio 1979) è un ex ciclista su strada spagnolo, professionista dal 2001 al 2013.

## Carriera
Noval passò professionista nel 2001 con la Relax-GAM, ottenendo alcuni buoni piazzamenti nei campionati spagnoli su strada. Nel 2004 si trasferì alla US Postal Service (divenuta l'anno dopo Discovery Channel), dove divenne un gregario di Lance Armstrong. Successivamente si mise al servizio di Alberto Contador all'Astana, divenendo uno dei suoi più fedeli gregari, tanto da seguirlo nel suo passaggio alla Saxo Bank-Sungard per la stagione 2011.
Non ha ottenuto alcuna vittoria da professionista, a parte le cronosquadre del Tour de France del 2004 e del 2005.
Al termine della stagione 2013 annuncia il ritiro dall'attività agonistica.

## Palmarès
- 1997 (Juniores)

2ª tappa Vuelta al Besaya Juniors (San Felices de Buelna > Bostronizo)
- 1999 (Under-23,una vittoria)

Premio P.C. El Pedal

### Altri successi
- 2001 (Colchon Relax - Fuenlabrada)

Classifica sprint Vuelta a Asturias
- 2002 (Colchon Relax - Fuenlabrada)

Classifica a punti Vuelta a Catalunya
Classifica sprint Vuelta a La Rioja
- 2004 (US Postal Service p/b Berry Floor)

4ª tappa Tour de France (Cambrai > Arras, cronosquadre)
- 2005 (Discovery Channel Pro Cycling Team)

4ª tappa Tour de France (Tours > Blois, cronosquadre)

## Piazzamenti

### Grandi giri
- Tour de France

2004: 66º
2005: 107º
2006: ritirato (12ª tappa)
2007: 115º
2010: 101º
2011: 116º
2013: ritirato (9ª tappa)
- Vuelta a España

2002: non partito (5ª tappa)
2003: 45º
2005: 57º
2008: 62º
2012: 108º

### Classiche
- Milano-Sanremo

2004: 41º
- Parigi-Roubaix

2006: ritirato
- Liegi-Bastogne-Liegi

2004: 101º
2005: ritirato
2007: ritirato
2009: ritirato
2010: ritirato
- Giro di Lombardia

2006: ritirato

### Competizioni mondiali
- Campionati del mondo

San Sebastian 1997 - In linea Juniores: 10°
San Sebastian 1997 - Cronometro Juniores: 22°
Varese 2008 - In linea: ritirato